# Dinei (cầu thủ bóng đá, sinh 1983)
Telmário de Araújo Sacramento, còn biết đến với biệt danh Dinei (sinh ngày 11 tháng 11 năm 1983 ở São Domingos, Bahia), là một tiền đạo bóng đá người Brasil. Anh thi đấu cho Ventforet Kofu.

## Thống kê câu lạc bộ
Cập nhật đến ngày 23 tháng 2 năm 2018.
| Thành tích câu lạc bộ | Thành tích câu lạc bộ | Thành tích câu lạc bộ | Giải vô địch | Giải vô địch | Cúp                   | Cúp                   | Cúp Liên đoàn | Cúp Liên đoàn | Tổng cộng | Tổng cộng |
| Mùa giải              | Câu lạc bộ            | Giải vô địch          | Số trận      | Bàn thắng    | Số trận               | Bàn thắng             | Số trận       | Bàn thắng     | Số trận   | Bàn thắng |
| Nhật Bản              | Nhật Bản              | Nhật Bản              | Giải vô địch | Giải vô địch | Cúp Hoàng đế Nhật Bản | Cúp Hoàng đế Nhật Bản | J. League Cup | J. League Cup | Tổng cộng | Tổng cộng |
| --------------------- | --------------------- | --------------------- | ------------ | ------------ | --------------------- | --------------------- | ------------- | ------------- | --------- | --------- |
| 2015                  | Kashima Antlers       | J1 League             | 4            | 1            | 0                     | 0                     | 0             | 0             | 4         | 1         |
| 2016                  | Kashima Antlers       | J1 League             | 6            | 1            | –                     | –                     | 3             | 0             | 9         | 1         |
| 2016                  | Shonan Bellmare       | J1 League             | 16           | 3            | 2                     | 2                     | –             | –             | 18        | 5         |
| 2017                  | Shonan Bellmare       | J2 League             | 33           | 12           | 0                     | 0                     | –             | –             | 33        | 12        |
| Tổng                  | Tổng                  | Tổng                  | 59           | 17           | 2                     | 2                     | 3             | 0             | 64        | 19        |